# Harrat Ash Shamah
Harrat Ash Shamah est un ensemble volcanique s'étendant de la Syrie à l'Arabie saoudite en passant par la Jordanie. Il couvre une superficie de 40 000 km2 et comprend plus de 800 volcans éteints. Il comprend notamment les massifs de Djébel el-Druze, d'Al-Safa et de Dirat at Tulul, ainsi que la région d'Al Harrah.

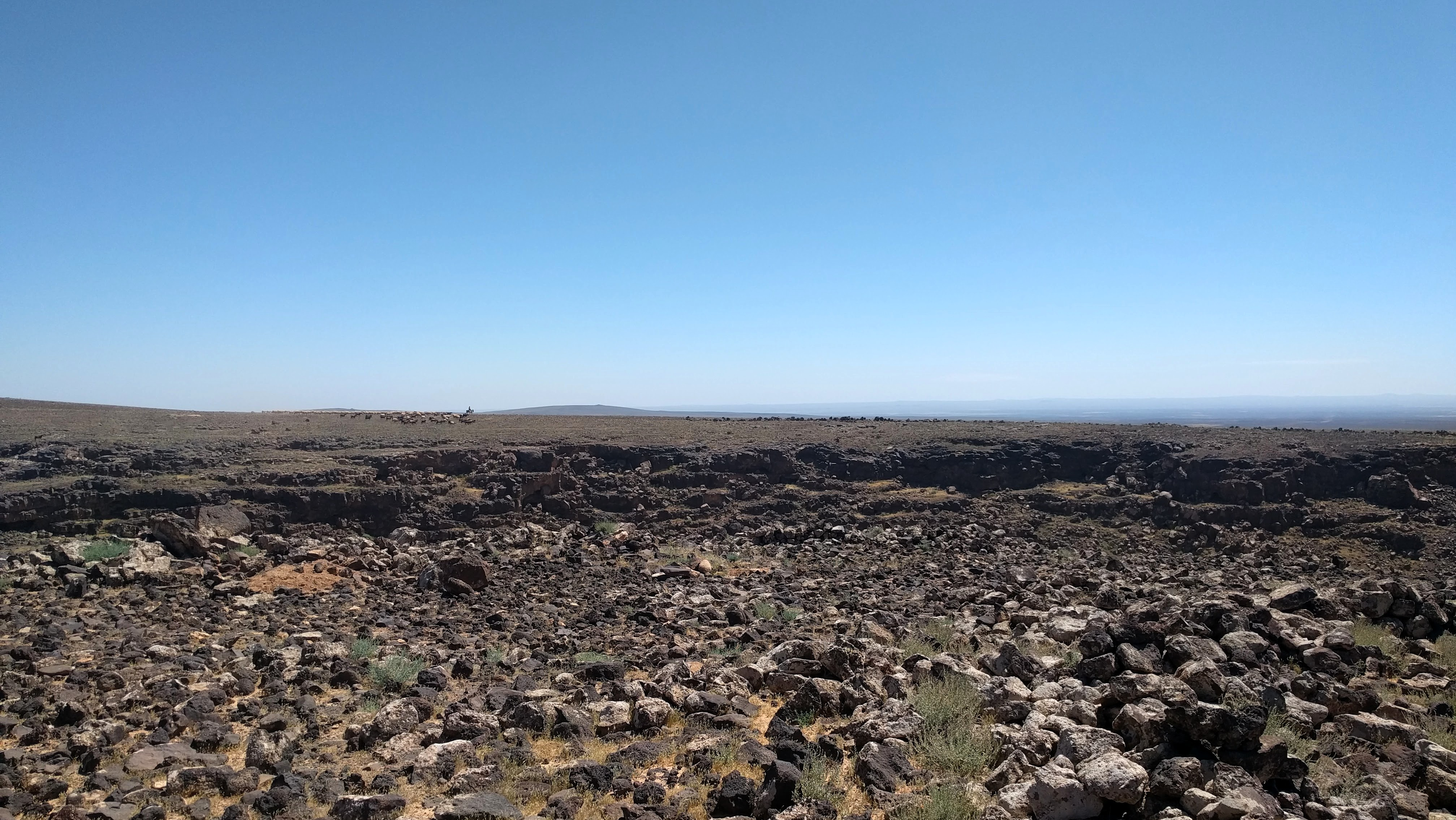
Harrat al-Shamah près de Jawa dans l'Est de la Jordanie.